# ۱۲۳۹ (قمری)
۱۲۳۹ (قمری)، هزار و دویست و سی و نهمین سال در گاهشماری هجری قمری است. اول محرم این سال برابر با هفتم سپتامبر سال ۱۸۲۳ میلادی است.

## زادگان
- علی بن ظاهر مطیری، شاعر عراقی عثمانی.